# Perzów

Perzóws vapen.

Perzów (tyska Perschau) är en by i kommunen (gmina) med samma namn i Storpolens vojvodskap i västra Polen.
Till Perzów hör följande administrativa enheter:
| - Brzezie (Briese) - Domasłów (Domsel) - Koza Wielka (Groß Cosel) - Miechów (Mechau) - Perzów (Perschau) | - Słupia pod Bralinem (Schlaupe) - Trębaczów (Trembatschau) - Turkowy (Türkwitz) - Zbyczyna (Sbitschin) |